# Shingo Ohgami
Sensei Shingo Ohgami, 8e dan de karaté wado-ryu est né au Japon en 1941. Il est le chef instructeur de l'organisation suédoise de karaté wado-ryu (wadokai). C'est un des rares élèves direct de maitre Hironori Ōtsuka, le fondateur du style wado-ryu.

## Biographie
De 1960 à 1965, il a été formé à l'Université de Tokyo sous la direction du fondateur du style, maître Hironori Ōtsuka. En 1969, il est parti en Suède pour y étudier la chimie . En 1972, il a renoncé à la chimie et est depuis lors instructeur de karaté à temps plein. Il fut gradé 5e dan en 1974 par sensei Otsuka en personne. Il a également pratiqué d'autres arts martiaux tels que l'iaïdo (6e dan), le jodo (5e dan), l'aikido, le kobudo et le taichi chuan.

## Citation du maître
« Dans les budo, il a toujours été communément admis qu'il est très important d'étudier auprès de vieux maîtres dans la mesure où les personnes plus âgées n'ont pas l'énergie pour faire des mouvements inutiles. Ils réalisent des techniques avec le minimum d'énergie nécessaire. Les vieux maîtres effectuent les techniques de manière raisonnable. Il en va de même pour les kata wado-ryu. »

## Au sujet des kata du wado-ryu
Les 9 kata repris dans le livre sont les originaux. Par la suite furent ajoutés les suivants :
- Jitte
- Niseishi
- Wanshu
- Bassai
- Jion
- Rohai